# Aybüke Arslan
Aybüke Arslan (* 1. Januar 1994 in Trabzon) ist eine türkische Fußballspielerin.

## Werdegang

### Verein
Aybüke Arslan gab ihr Debüt am 20. März 2008 für ihren Heimatverein Trabzonspor und spielte für diesen drei Saisons in der ersten Liga der türkischen Frauen. Sie nahm an der
UEFA Women’s Champions League 2009/10 teil. Sie bestritt 28 Länderspiele und schoss fünf Tore.
Am Ende der Saison 2010–11 der Türkischen Frauenfußballliga wechselte Arslan dann zum Konkurrenzverein Trabzon İdmanocağı, wo sie derzeit spielt. Im Jahr 2012 erlitt sie während eines Nationalmannschaftstrainings eine Knieverletzung Kreuzband und konnte am gesamten Saison 2012–13 nicht teilnehmen. Nach einer erfolgreichen Operation kehrte sie in der nächsten Saison wieder auf den Fußballplatz zurück.

### Nationalmannschaft
Aybüke Arslan wurde in die türkische U-17-Mädchenmannschaft berufen und debütierte am 26. Juni 2009 im Freundschaftsspiel gegen Bulgarien. Sie nahm an der U-17-Fußball-Europameisterschaft der Frauen 2010 teil. Sie spielte neun Länderspiele für die türkische U-17-Auswahl und erzielte ein Tor. Später wurde sie in die türkische U-19-Frauenmannschaft berufen und spielte am 5. Februar 2010 zum ersten Mal im Freundschaftsspiel gegen Russland auf. Zudem nahm sie an den U-19-Fußball-Europameisterschaft der Frauen 2011 teil.